# Несміт (місячний кратер)
Кра́тер Не́сміт (лат. Nasmyth) — великий стародавній метеоритний кратер у південно-західній материковій частині видимого боку Місяця. Назва присвоєна на честь шотландського астронома та інженера-винахідника Джеймса Несміта (1808—1890) та затверджена Міжнародним астрономічним союзом у 1935 році. Утворення кратера відбулось у донектарському періоді.

## Описа кратера

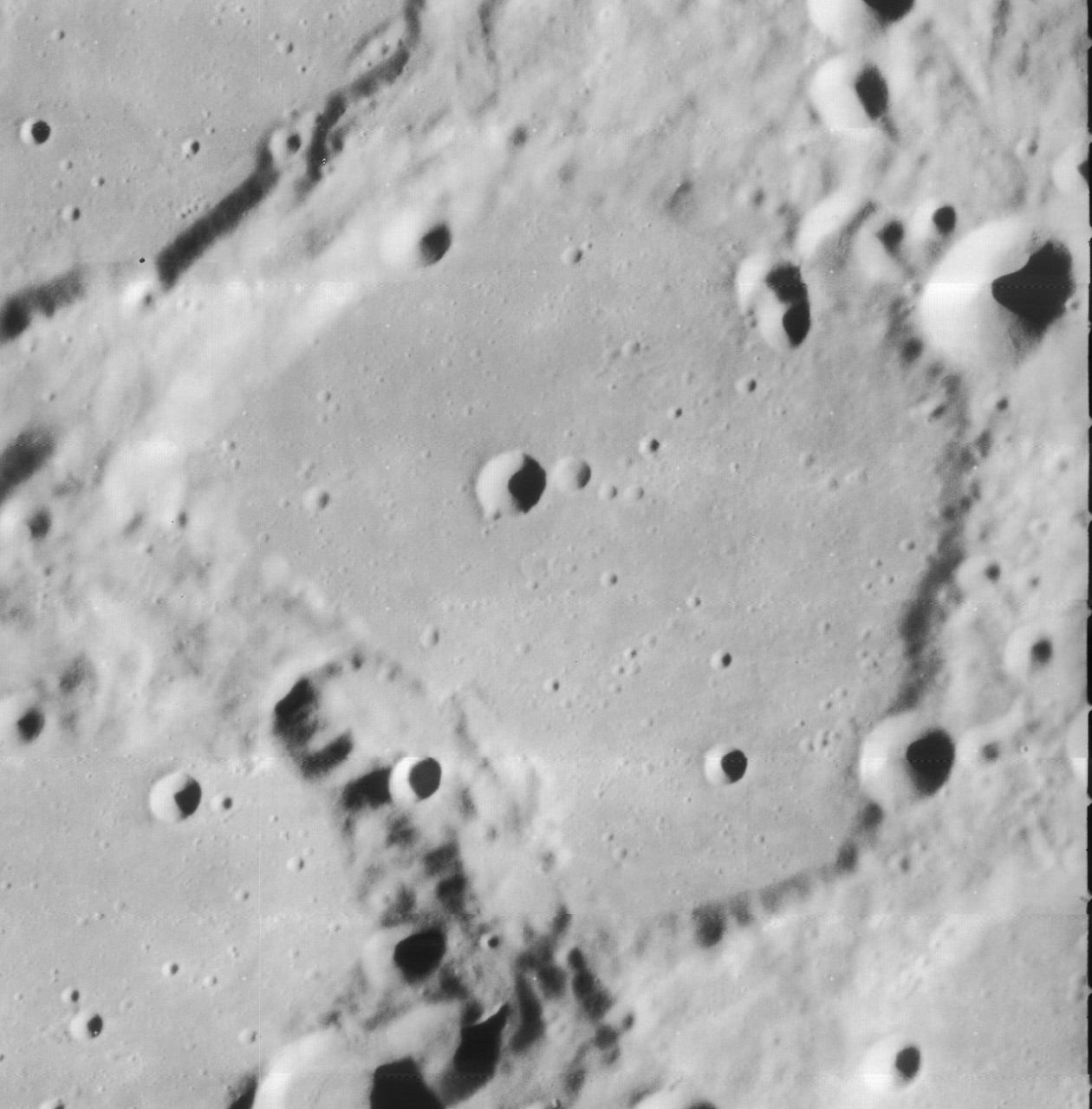
Фото із зонда Lunar Orbiter 4

Найближчими сусідами кратера Несміт є прилеглий на заході кратер Варґентін; кратер Шіккард на півночі; кратер Неггерат на сході-північному сході і кратер Фокілід, який перекриває південну частину кратера Несміт. Селенографічні координати центра кратера 50°29′ пд. ш. 56°23′ зх. д. / 50.49° пд. ш. 56.39° зх. д., діаметр 78,4 км, глибина 1060 м.
Кратер Несміт має полігональну форму та є значно зруйнований, південна частина валу та чаші перекривається кратером Фокілід. Дно чаші затоплене та вирівняне темною базальтовою лавою з безліччю дрібних кратерів.

## Сателітні кратери

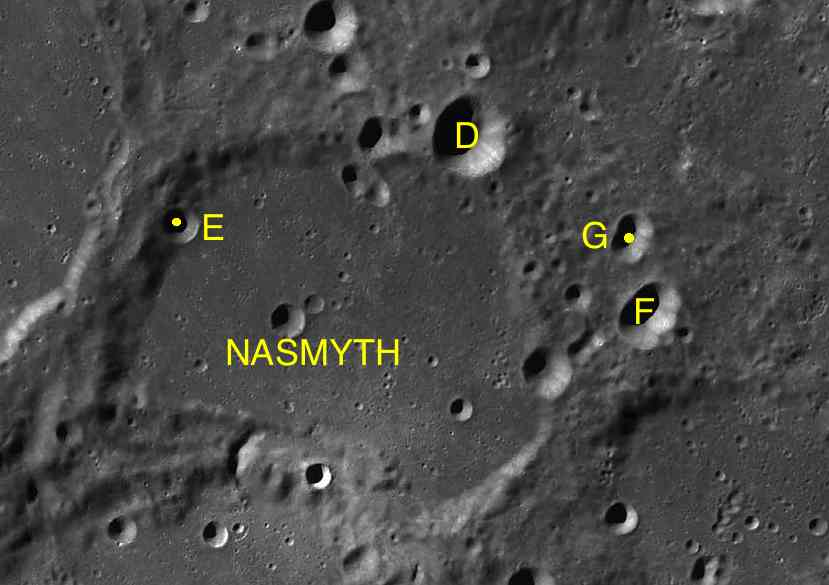
Фрагмент карти LAC-124.

| Несміт | Координати                                                | Діаметр, км |
| ------ | --------------------------------------------------------- | ----------- |
| D      | 49°14′ пд. ш. 55°27′ зх. д. / 49.23° пд. ш. 55.45° зх. д. | 14,3        |
| E      | 49°55′ пд. ш. 57°47′ зх. д. / 49.92° пд. ш. 57.79° зх. д. | 6,1         |
| F      | 50°02′ пд. ш. 53°42′ зх. д. / 50.03° пд. ш. 53.7° зх. д.  | 12,1        |
| G      | 49°38′ пд. ш. 53°58′ зх. д. / 49.64° пд. ш. 53.96° зх. д. | 8,9         |